# Escharella labiosa
Escharella labiosa is een mosdiertjessoort uit de familie van de Escharellidae. De wetenschappelijke naam van de soort is voor het eerst geldig gepubliceerd in 1856 door Busk.